# Allan O'Mill
Allan O'Mill (Neuquén, 1946) è un pittore argentino.

## Vita
Nato a Neuquén, Argentina nel 1946, vive e lavora in Italia-Recanati, Provincia di Macerata.
Nel 1998 ha ricevuto dal Capo di Stato Maggiore la prestigiosa nomina “Pittore Ufficiale della Marina Militare Italiana”.
Durante le esercitazioni “Dynamic Mix 2000” nel Mediterraneo è stato imbarcato sull'incrociatore Porta aeromobili “Giuseppe Garibaldi”.
Nel 2001, in occasione della Campagna Navale in Sudamerica del Caccia lanciamissili “Francesco Mimbelli” e in concomitanza con la visita del Presidente della Repubblica Italiana, a bordo della nave si è allestita una mostra delle sue opere.
Nel 2003 fu nominato da una giuria internazionale sotto la presidenza del Principe Alberto di Monaco "Peintre Officiel du Yacht Club de Monaco".
Come editore ha curato le stampe litografiche commemorative in edizione limitata del 75 Anniversario dell'Aeronautica Militare Italiana da dodici opere sue e stampe celebrative per la Marina Militare Italiana.

## Esposizioni
- Le sue opere sono esposte in permanenza in varie istituzioni, musei e gallerie tra cui:
- Musée Royal de L'Armée et de l'Histoire Militaire – Bruxelles
- Deutsches Schiffahrtsmuseum - Museo Navale Tedesco - Bremenhaven
- Museo storico dell'aeronautica militare italiana - Roma
- Museo Nacional de Aeronautica – Madrid
- Museo storico navale – Venezia
- Scuola di guerra aerea - Firenze
- Aeronautica Militare Italiana; Fuerza Aérea Española
- Armada Republica Argentina
- Force Aérienne Belge; Fuerza Aèrea Argentina
- Royal Malaysian Navy
- Museu Naval de Rio de Janeiro
- Yacht Club de Monaco
- Reale Yacht Club Canottieri Savoia - Napoli
- Galerie “Maritim”- Hamburg
- Galerie “ Maritime & Outremer” – Paris
- Collezioni private in Europa e America